# История Шотландии

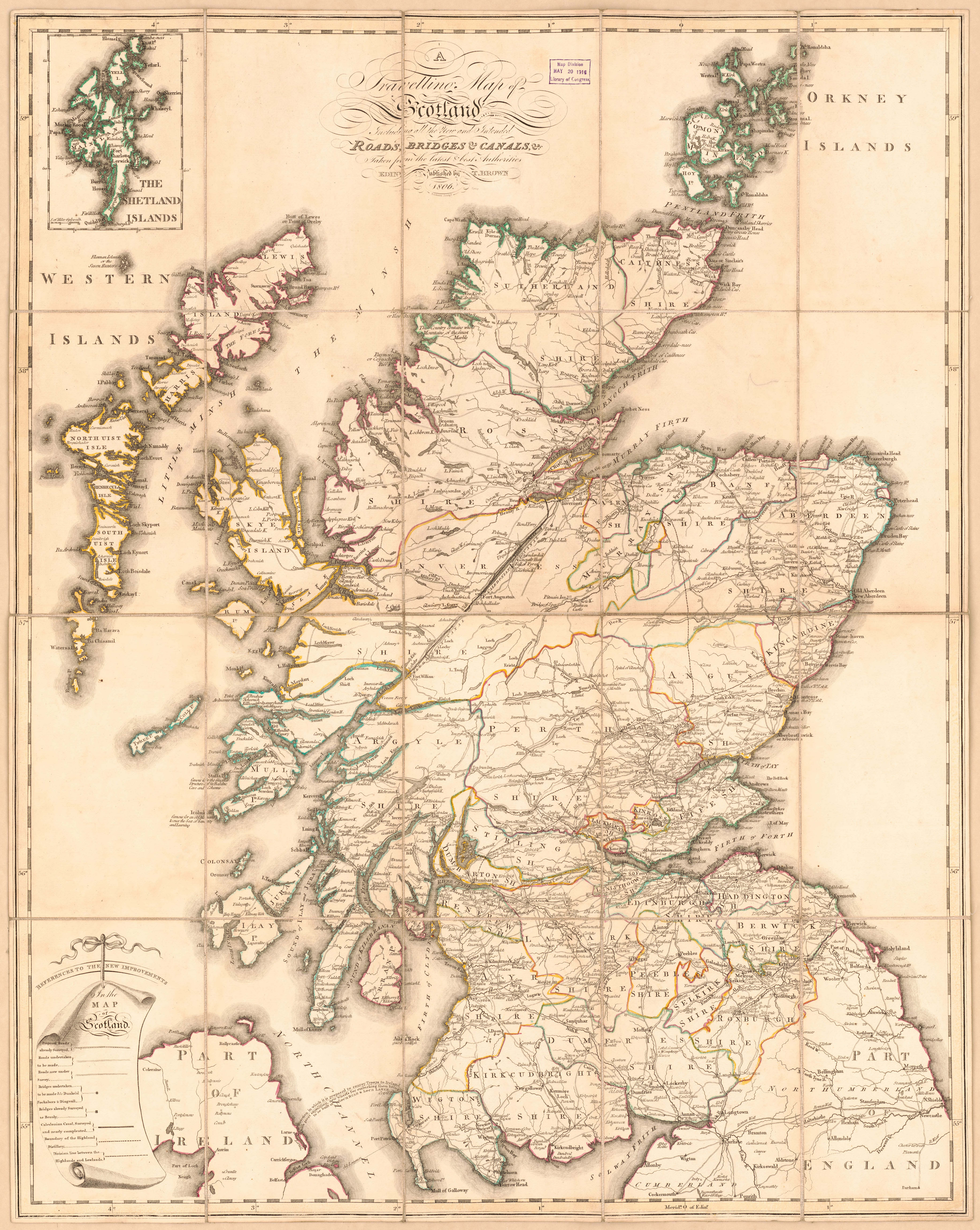
Карта Шотландии 1806 года.

История Шотландии охватывает более чем 10 000-летний период, начиная с появления первых людей в эпоху голоцена.

## Доисторический период
Учёные полагают, что первые люди появились в Шотландии приблизительно 8 тысяч лет назад. Первые постоянные поселения датируются VI тыс. до н. э.

## Шотландия во времена Римской империи

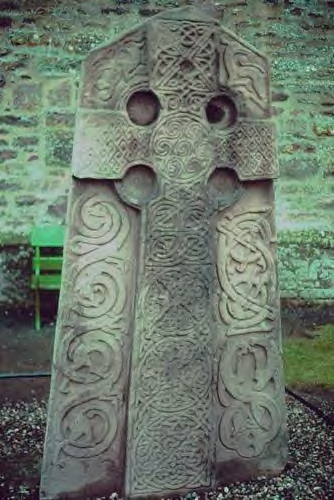
Пиктский камень из Аберлемно

Письменная история Шотландии начинается с римского завоевания Британии, когда были оккупированы, получили статус римских провинций и стали именоваться Британией территории современной Англии и Уэльса. Часть южной Шотландии была на недолгое время взята под непрямой контроль Рима. К северу лежали земли, свободные от римского завоевания, — Каледония, населённая пиктскими и гэльскими племенами.
Впервые проник в Каледонию, в 80 году, наместник Британии Агрикола. За ним последовал длинный ряд таких же попыток, из которых ни одна, не исключая и наиболее серьёзной попытки Септимия Севера (209—211), не увенчалась успехом: горцы в своих горах оказывали мужественное сопротивление, и римлянам, после разрушения нескольких поселений, приходилось возвращаться обратно. Чтобы обезопасить Британию от набегов со стороны жителей Каледонии, император Адриан в 122 году построил между заливом Солуэй-Ферт и устьем реки Тайн Адрианов вал, восстановленный Септимием Севером.

## Шотландия в раннее средневековье

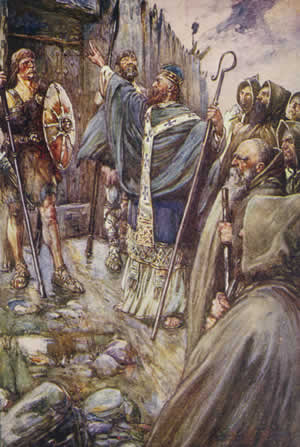
Колумба среди пиктов

В V веке римляне удалились из Британии. В то же время или даже несколько ранее (с IV века) на Каледонию начались набеги скоттов (кельтского народа) с запада, то есть из Ирландии, с Гебридских и других островов, расположенных у западного берега Шотландии. История Шотландии в период с V по VII век, наполненная кровавой борьбой между скоттами и пиктами, крайне темна. В VII веке вся Шотландия к северу от линии между заливами Ферт-оф-Форт и Ферт-оф-Клайд составляла два государства, из которых в западном — Далриаде — властвовали скотты, в восточном — пикты. К югу от этой линии, в областях, ныне частью входящих в состав Шотландии, находились государства: на западе — Стратклайд, где властвовали бритты, и на востоке — Берниция, где жили англы.
Уже в VI веке христианство проникло к пиктам от скоттов, бывших христианами с V века, и укрепилось там, причём и скотты, и пикты принадлежали к ирландской церкви. В распространении христианства в Шотландии большую роль сыграл монах Колумба, обосновавшийся на острове Айона. В начале VIII века один из пиктских королей присоединился сам и присоединил свой народ к римской церкви, причем прежнее духовенство было изгнано из страны; несколько позднее то же самое случилось и в королевстве скоттов.

## Шотландия в Высоком Средневековье
История Шотландского королевства традиционно берёт свой отсчёт с 843 года, когда король скоттов Кеннет Мак Альпин взошел на престол и, завоевав царство пиктов (Фортриу), соединил его со своим, к 854 году перенеся столицу в город Скун. Сперва королевство называлось кельтским именем Альба (латинская форма — Албания); с X века стало входить в употребление имя Скотия (которым первоначально обозначалась Ирландия) или Шотландия, которое около XI века окончательно укрепилось за этим государством.
В Шотландии во время правления династии Макальпинов (потомков Кеннета I) действовала система, при которой на троне последовательно сменяли друг друга представители двух линий потомков короля Кеннета I: «Клан Кустантин мак Кинеда» (гэльск. Clann Custantín meic Cinaeda) — потомки короля Константина I, и «Клан Аэда мак Кинеда» (гэльск. Clann Áeda meic Cinaeda) — потомки короля Эда (Аэда). Этот принцип сохранялся на протяжении всего X века. Малькольм II происходил из клана Константина. Последним представителем династии Аэда на шотландском троне был Кеннет III, погибший в 1005 году в битве против Малькольма II.
В 945 году король шотландский Малькольм I, в союзе с королем англосаксов Эдмундом, победил королевство Стратклайд и присоединил его северную часть, до залива Солуэй, к своим владениям.
Едва только совершилось политическое объединение Шотландии, а может быть, и несколько раньше, во всяком случае с IX века, начались разбойничьи набеги на Шотландию норманнов (датчан и в особенности норвежцев), продолжавшиеся до XII века и даже (реже) до середины XIII века. Норвежцам удалось укрепиться на Оркнейских, Гебридских и других прибрежных островах, откуда набеги делались с ещё большей лёгкостью, чем из далёкой Норвегии.

Королевство Островов, Шотландия и Стратклайд в начале XI века

В начале XI века на территории современной Шотландии существовало минимум 7 независимых или полузависимых королевств, включая собственно Шотландское королевство (известное также как королевство Альба), территория которого занимала восточную и центральную части Шотландии. Кроме того, существовало множество других независимых или полузависимых королевств. Север и северо-запад управлялись скандинавскими правителями, самыми известными из которых были «короли островов» — правители Гебридских островов. Кроме них были ярлы, под управлением которых находились современные Кейтнесс, Сазерленд, Оркнейские и Шетландские острова, а также большая часть Аргайла. К югу от Форта располагалась так называемая «Средняя Британия» — разные англо-, гэльско- и британоязычные территориальные образования, самыми известными из которых были англосаксонское «графство» с центром в Бамборо и бритское королевство Стратклайд (Камбрия).
Точные очертания Шотландского королевства неизвестны. Его южная граница, согласно источникам XI—XII веков проходила по реке Форт, заболоченное низовье которой и Ферт-оф-Форт были для шотландцев хорошей защитой, и Пентлендским холмам. Сама Шотландия в этот период фактически была разделена на 2 части. Сердцем королевства и опорой власти королей был бассейн реки Тей в Южной Шотландии.
Кроме королевской династии Макальпинов в начале XI века существовал клан Руайдри, соперничавший с ней; опорой его власти была область Морей в Северной Шотландии. Двое правителей из клана Руайдри, Финдлех мак Руайри (умер в 1020) и Маэл Колум (Малькольм) мак Майл Бригте (умер в 1029), в ирландских анналах называются королями Шотландии, однако в списках шотландских королей они отсутствуют. Современные историки полагают, что возвышение клана Руайдри, возможно, связано с недовольством королём Малькольмом II среди значительной части политического сообщества королевства. Историк Бенджамин Хадсон предположил, что после поражения Малкольма II от нортумбрийцев в 1006 году в Северной Шотландии решили не подчиняться королю, в то время как южане сохранили ему верность. Однако по сути власть клана Руайдри не распространялась за пределы Морея.
В 1018 году Малькольм II одержал победу при Кархэме над Ухтредом, благодаря которой присоединил к своим владениям все земли до реки Твид, принадлежавшие тогда графам Нортумбрии. Кнуд Великий, укрепившись в Англии, двинулся на север, чтобы занять и эту область, но дело кончилось мирным соглашением, по которому Шотландия удержала завоеванные области (благодаря чему она достигла приблизительно своих нынешних границ, изменявшихся впоследствии лишь очень незначительно); зато Малькольм должен был признать свою ленную зависимость от Кнуда, продолжавшуюся, впрочем, только до смерти последнего (в 1040 году).
Со смертью Малькольма II угасла династия Макальпинов; на трон взошёл сын его дочери Беток — король Стратклайда Дункан I, основавший новую королевскую династию — Данкельдскую. Как отмечает Агнесс Маккензи, именно при Дункане «возникла современная Шотландия», поскольку В результате присоединения Стратклайда (Камбрии) южная граница королевства переместилась на юг до залива Солуэй и реки Твид. При этом границы Шотландии пока что не совсем совпадали с современными: в этот период в состав Стратклайда входили земли, располагавшиеся к югу от реки Сарк, да и север и северо-запад оставался под управлением скандинавов. В 1031 году Дункан совершил военный поход в северную Англию, осадив Дарем, однако потерпел поражение и был вынужден вернуться в Шотландию. В 1040 году он отправился в Морей с военным походом против её правителя Маэлбеты (Макбета), но потерпел поражение в битве при Ботгованане 14 августа и был убит или умер от полученных ран. В результате Макбет стал королём Шотландии, а сыновья Дункана нашли убежище в Англии
В 1057 году Макбет был свергнут с престола сыном Дункана, Малькольмом III. Малькольм III, по прозванию Канмор (имя производят от кельтских слов, означающих «Большая голова»), был одним из благороднейших и наиболее образованных шотландских королей того периода. Он приобрел и образование, и связи при английском дворе во время своего изгнания из Шотландии; охотно принимал англосаксов, тысячами бежавших из Англии после её захвата Вильгельмом Завоевателем в 1066 году Покровительство беглецам, на которых Вильгельм Завоеватель смотрел не как на побежденных врагов, а как на усмиренных мятежников, вызвало недовольство короля Англии. Малькольм, чтобы предупредить его нападение, вторгся в Англию, но был отражён; в свою очередь Вильгельм вступил на территорию южной Шотландии; Малькольм явился к нему в лагерь, чтобы принести присягу на верность в 1071 году. Таким образом установилась ленная зависимость Шотландии от Англии, которая, впрочем, в первые столетия не имела никакого практического значения; только впоследствии ею мотивировались притязания английских королей на власть над Шотландией.

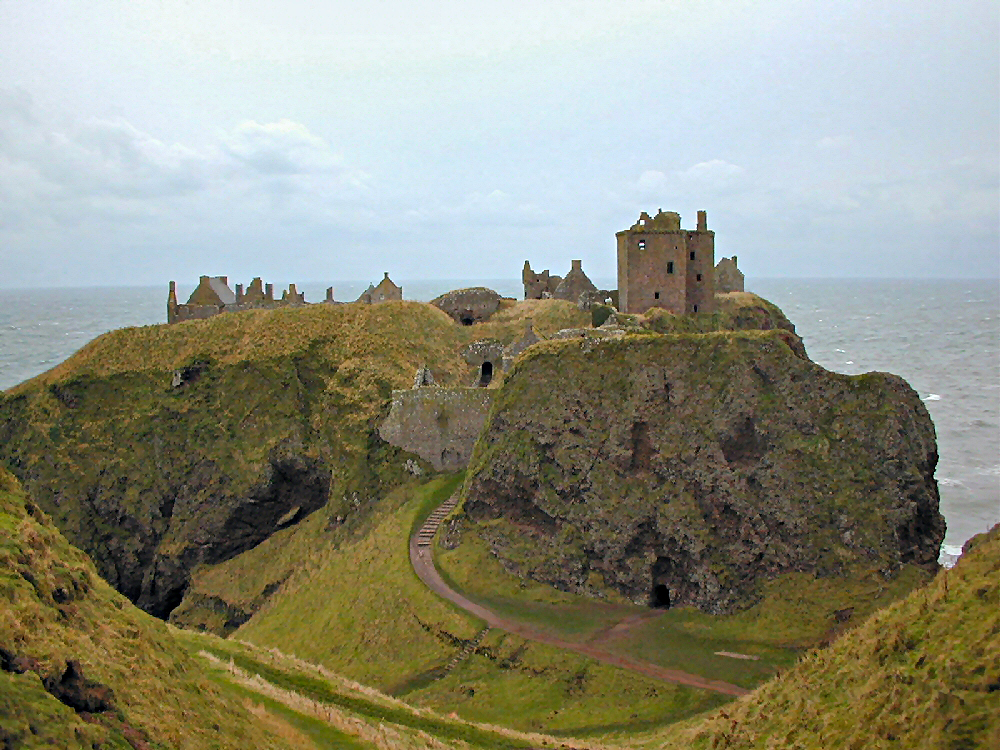
Замок Данноттар

Борьба между Англией и Шотландией не раз возобновлялась в следующие два столетия: не раз шотландские войска переходили через Твид и вторгались в английские владения; ещё чаще переходили в наступление английские войска. Но только с конца XIII века борьба получила систематический и особенно разрушительный характер. В первые два века это были скорее случайные пограничные столкновения, с переменным успехом; за войнами следовали большие мирные промежутки, во время которых английские и шотландские короли роднились посредством браков. Так, в 1100 году сестра шотландского короля Эдгара, Матильда, вышла за английского Генриха I. Борьба с Англией в то время скорее сближала Шотландию со страной, стоявшей на значительно более высокой ступени развития, и содействовала до некоторой степени культурному движению в Шотландии. Из Англии распространялось в ней образование; из Англии проник в Шотландию феодализм, начиная с преобразований Давида I (1124—53).
Культурному развитию Шотландии мешало, кроме набегов норвежцев, ещё одно условие: южная часть страны, менее гористая и более плодородная, наиболее подвергалась военным бедствиям; наоборот, более защищенная северная её часть представляла мало естественных условий для развития. В последней всего более усилилось феодальное дворянство, враждебное образованию. Феодальные бароны в своих неприступных горных замках смеялись над королевской властью, когда она пыталась принудить их к подчинению; новый претендент на власть всегда мог найти в них поддержку, лишь только политика короны переставала им нравиться. Королевская власть, таким образом, была весьма слаба, хотя и находила поддержку во влиятельном духовенстве, на которое она всего более и опиралась. Слабость её сказалась и в том, что в Шотландии долгое время не было столицы. Резиденция королей переносилась из одного города в другой. Короновались короли чаще всего в Скуне. Советниками короны были феодалы, которые время от времени созывались на особые советы; из этих собраний в конце XIII века вырос шотландский парламент. Король Вильгельм Лев в 1174 году, вследствие столкновения с Англией из-за спорных пограничных владений, вторгся в Англию, но был разбит, взят в плен и отвезен в Нормандию, откуда освобожден только при условии признания своей ленной зависимости от английских королей (Фалезский договор). Король Александр II (1214—49), воспользовавшись междоусобицами в Англии, стал на сторону английских баронов и для их поддержки сделал нападение на Англию, но был разбит и должен был согласиться на мир в 1217 году, подтвердивший условия Фалезского договора. И он, и его сын и наследник Александр III были женаты на английских принцессах.
При Александре III Шотландия подверглась последнему по времени и самому грозному нападению со стороны норвежцев. В 1263 году король норвежский Хакон двинулся из Норвегии со значительной флотилией, которую усилил подкреплениями с Оркнейских и Гебридских островов, и проплыл вдоль западного берега Шотландии до Клайдского залива, разоряя все поселения по берегу и на довольно значительные расстояния внутрь страны. Буря рассеяла и погубила значительную часть флотилии Хакона; при последней его высадке на берег его значительно ослабленное войско было встречено сильным отрядом шотландцев и разбито наголову у деревни Ларгс. Хакон сел на уцелевшие суда и поспешно отплыл в Норвегию, где скоро и умер. После этого изменившиеся внутренние условия Норвегии предупреждали возобновление подобных попыток, и с этой стороны Шотландии отныне была безопасна. В 1266 году Александр III заключил с наследником Хакона Магнусом VI мир, по которому приобрел власть над Гебридами и островом Мэн, под условием уплаты дани. Дань эта выплачивалась неаккуратно и скоро совсем была прекращена. Александр III выдал свою дочь за Эйрика Норвежского. В 1283 году на совете в городе Сконе, на котором присутствовали 13 графов и 24 барона или рыцаря, было решено, за отсутствием у Александра III мужского потомства, признать его внучку, малолетнюю Маргариту, так называемую «Деву Норвежскую», наследницей престола.

## Войны за независимость Шотландии
Конец XIII века стал для Шотландии серьёзным испытанием. После смерти в 1286 году короля Александра III не осталось прямых наследников мужского пола, и королевой была объявлена Маргарита, внучка Александра III, рождённая его дочерью, вышедшей замуж за короля Норвегии Эйрика II. Король Англии Эдуард I попытался вновь обрести контроль над Шотландией, и настоял на заключении брака между его сыном, будущим королём Эдуардом II и королевой Маргаритой, несмотря на её малый возраст. Но ни свадьбы, ни даже коронации королевы Маргариты не состоялось, по дороге девочка простудилась и, не достигнув шотландской земли, умерла на Оркнейских островах.
Так как прямая ветвь пресеклась, в 1291 году претензии на престол страны выдвинуло сразу несколько кандидатов, в том числе Иоанн Баллиоль, внук старшей дочери Давида Хантингдонского, брата королей Малькольма IV и Вильгельма I Льва, и Роберт Брюс, лорд Аннандейла, сын средней дочери Давида. Одним из претендентов был и Эдуард I, являвшийся потомком Матильды Шотландской. Но английский король, понимая свои невысокие шансы на избрание, предпочёл возглавить суд для рассмотрения «Великой Тяжбы». В 1292 году Эдуард I вынес решение в пользу Иоанна Баллиоля, и 30 ноября 1292 года Иоанн был коронован королём Шотландии. В качестве благодарности за поддержку Иоанн I Баллиоль признал сюзеренитет Англии.
Несмотря на коронацию, права Иоанна на престол отказались признать часть шотландских баронов во главе с Робертом Брюсом, лордом Аннандейла. А Эдуард I начал обращаться с Шотландией как с вассальной территорией, вынуждая Иоанна выступать в английских судах в качестве ответчика по шотландским искам и размещая английские гарнизоны в шотландских крепостях. В целях ослабления зависимости от Англии Иоанн Баллиоль в 1295 году возобновил союз с Францией и Норвегией и открыто выступил против Эдуарда I.
В ответ на эти действия Эдуард I объявил Иоанна I Баллиола мятежным вассалом. В 1296 году английская армия вторглась на территорию Шотландии, наголову разбила шотландцев в битве при Данбаре и относительно легко завоевала всю страну. Иоанн был пленён и подписал 10 июля 1296 года отречение от престола Шотландии, он был лишён рыцарского достоинства и гербов — от этого его последующее прозвище «Пустой плащ». На правах сюзерена, отказавшегося от лена вассала, Эдуард I объявил себя королём Шотландии, в результате чего страна потеряла независимость.

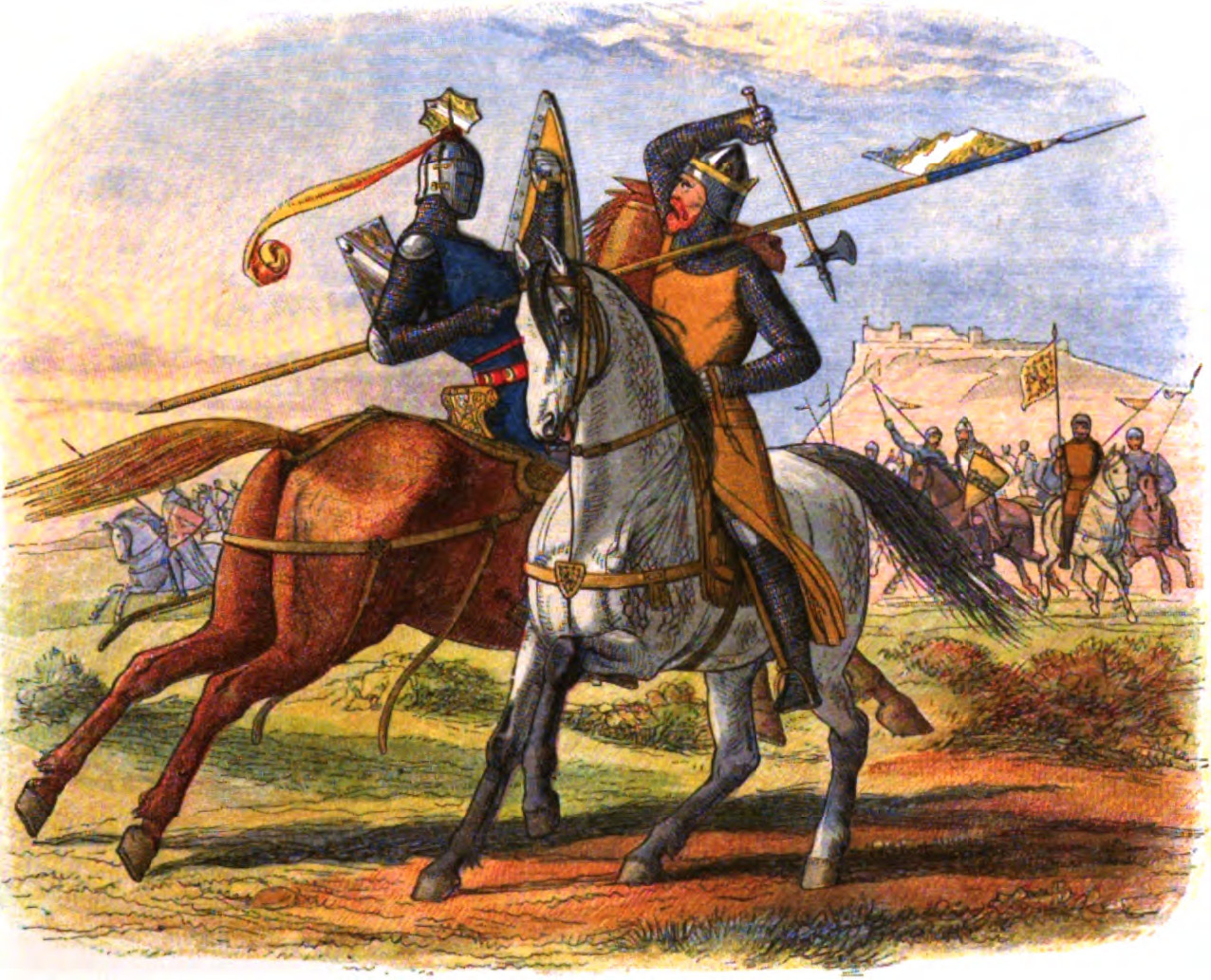
Роберт Брюс убивает Генри де Богуна в поединке перед битвой при Бэннокберне.

Режим, установленный английскими властями, был столь жесток, что уже в 1297 году шотландцы подняли восстание, которое возглавили Уильям Уоллес и Эндрю де Морей, английская армия в битве на Стерлингском мосту была разгромлена. Эндрю де Морей получил в этой битве серьёзные раны и вскоре скончался. Шотландия была освобождена от английских войск, а Уильям Уоллес был избран Хранителем Шотландии.
Эдуард I был взбешён сопротивлением шотландцев, следующее вторжение возглавил лично и в 1298 году в Фолкеркской битве разбил шотландцев. Уильям Уоллес был вынужден бежать и скрываться. Позднее в 1305 году он был предан шотландским рыцарем Джоном де Ментейсом, арестован англичанами, обвинён в государственной измене, которую не признал, так как не считал английского короля своим королём, и 23 августа казнён в Лондоне. Его тело было разрублено на части, которые были выставлены в крупнейших городах Шотландии.
После Фолкеркской битвы сопротивление возглавили потомки претендентов на престол Шотландии во время «Великой Тяжбы» Рыжий Комин и будущий король Роберт I Брюс, остававшиеся соперниками в стремлении завладеть престолом Шотландии. Брюс устранил соперника, убив его в церкви во время встречи, и взошёл на престол как король Роберт I 25 марта 1306 года. После длительной и напряжённой войны он одержал окончательную победу над англичанами в битве при Бэннокберне в 1314 году. Войска английского короля Эдуарда II были разбиты, а сам король бежал и не слезал с коня до самой английской границы. Но после смерти Роберта I Брюса война за Шотландию вспыхнула вновь (1332—1357), в ней Эдуард Баллиоль, поддержанный королём Англии Эдуардом III, оспаривал трон у наследников Роберта I Брюса.

## Шотландия при Стюартах
В ходе войны за независимость король Давид II сумел отстоять свои права на престол, но умер он бездетным, и поэтому после его смерти Роберт Стюарт, как его ближайший наследник, был 26 марта 1371 года коронован в Скуне как король Роберт II. Начался более чем трехсотлетний период правления династии Стюартов.
К концу Средневековья Шотландия была разделена на две культурные зоны: равнины, жители которых говорили на англо-шотландском языке, и горную Шотландию (Хайлэндс), население которой пользовалось гаэльским. Галовейский гаэльский диалект сохранялся, возможно, вплоть до XVIII века в удалённых частях юго-запада страны, входивших в графство Галлоуэй. Исторически равнинная Шотландия в культурном плане была более близка к Европе. В горной же Шотландии сформировалась одна из отличительных черт региона — шотландская клановая система. Могущественные кланы сохраняли своё влияние очень долго.
В течение второй половины XIV века на англо-шотландской границе было много военных столкновений. В 1372 году вторгшиеся на территорию Шотландии английские войска во главе с графом Генри Перси были разбиты в битве при Дунсе. В 1388 году в ходе очередного рейда шотландцы разбили превосходящие силы англичан в сражении при Оттерберне, после чего боевые действия на некоторое время прекратились. Но по обе стороны англо-шотландской границы постоянно осуществлялись разбойничьи набеги, участниками которых были как шотландцы, так и англичане.
В стране была тяжелая экономическая ситуация из-за выплаты долга Англии. Дворяне отказывались подчиняться королю. Вспыхивали междоусобицы. Когда в 1390 году Роберт II умер, королем стал его сын Роберт III. В 1399 году по причине слабого здоровья он фактически передал власть сыну Давиду. Но в 1402 году Давид был взят в плен своим дядей Робертом Стюартом, герцогом Олбани и умер в тюрьме при невыясненных обстоятельствах.
В 1406 году новый наследник короля, его второй сын Яков для безопасности был отправлен во Францию, но по дороге корабль захватили англичане. Это известие убило Роберта III.
Якова провозгласили королем Шотландии, но англичане держали его заложником целых восемнадцать лет. В это время страной управляли регенты (дядя короля Роберт Стюарт, герцог Олбани и сын Роберта Мердок).
В связи со Столетней войной французы обратились за помощью к Шотландии, и в 1421 году 12-тысячная шотландская армия прибыла во Францию. Совместные франко-шотландские силы одержали победу над англичанами в битве при Боже.
Чтобы прекратить участие шотландцев в Столетней войне, англичане в 1424 году отпустили Якова I на родину. В 1428 году он возобновил союз с Францией и послал войска на помощь Жанне д’Арк. Яков нажил много недругов, которые устроили заговор и в 1437 году убили короля.
Новому королю, Якову II, когда он был коронован, было всего 6 лет, и снова стали править регенты, боровшиеся между собой за власть, что не обходилось без заговоров и убийств. Король фактически начал править самостоятельно с 1449 года. Он пытался помириться с самым могущественным в те времена в стране кланом Дугласов, но Дугласы не пожелали пойти на примирение. Тогда король пригласил в 1452 году главу клана графа Дугласа в замок Стерлинг на ужин и своей собственной рукой заколол его. Затем Яков вмешался в английскую войну Алой и Белой розы и осадил в 1460 году удерживаемый Йорками город Роксбург. Однажды во время осады, когда Яков II наблюдал стрельбу своих пушек, одна из них взорвалась и убила короля. Шотландия стала управляться регентами.

### Правление Якова III
В 1469 году молодого короля Якова III женили на Маргарите Датской, и в качестве приданого шотландская корона получила Оркнейские и Шетландские острова.
В 1481 году английская армия под командованием герцога Глостера осадила Берик. Яков III вынужден был объявить мобилизацию дворянского ополчения. Этим воспользовались шотландские магнаты, недовольные неэффективностью внутренней политики короля, отстранением баронов от участия в управлении, засильем фаворитов в высших органах власти и, главное, отсутствием гарантий земельной собственности. По инициативе графа Ангуса собравшиеся в Лодере шотландские бароны захватили и линчевали фаворитов короля. Сам Яков III был препровождён в Эдинбургский замок под надзор одного из участников мятежа, брата короля графа Атолла. Ополчение было распущено.
Лодерским мятежом немедленно воспользовались англичане: их армия подступила к Эдинбургу. Вместе с английскими войсками в Шотландию вернулся из изгнания брат короля герцог Олбани, строивший планы по свержению короля. Он фактически захватил власть в стране. Граф Атолл передал короля в руки герцога Олбани. Тем временем, 24 августа 1482 года, капитулировал Берик, который теперь навсегда был присоединён к Англии.
Пытаясь закрепить свою власть, герцог Олбани созвал парламент, но члены парламента высказались в поддержку короля. Постепенно Яков III вышел из подчинения баронов и, обвинив Олбани в переговорах с английским королём, в марте 1483 года отстранил его от власти. Герцог Олбани вновь был вынужден бежать из страны.
В 1488 году во главе недовольных встал старший сын короля пятнадцатилетний Яков, герцог Ротсей. В конфликте короля и принца на сторону Якова III встало большинство магнатов северной Шотландии и высокогорья, тогда как принца поддерживали бароны юга страны. 11 июня 1488 года королевская армия была разбита войсками принца в сражении при Сочиберне. Яков III, бежавший с поля битвы в самом начале сражения, упал с лошади, был схвачен неизвестным рыцарем и заколот мечом.

### Правление Якова IV

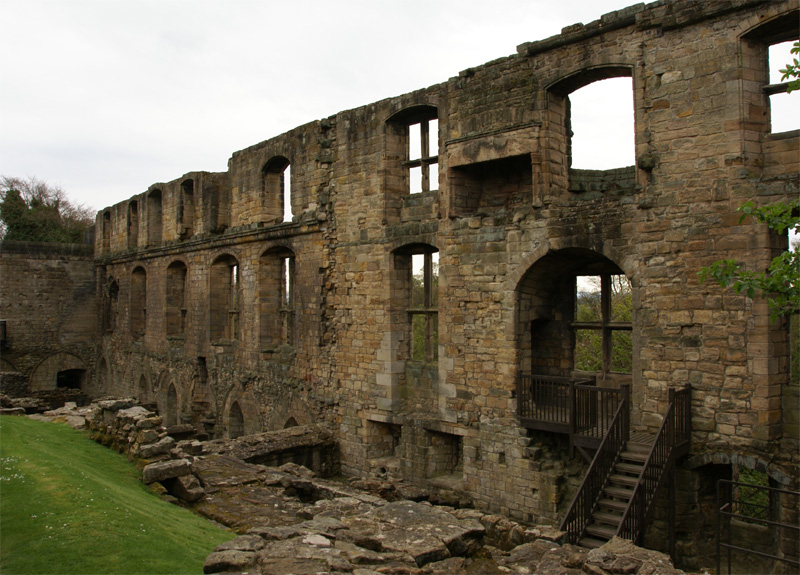
Развалины резиденции Якова IV — Данфермлинского дворца.

Королём стал Яков IV. Высшие посты в королевской администрации заняли лидеры мятежа против Якова III — представители родов Хепбёрнов и Хьюмов. Канцлером Шотландии стал граф Аргайл. Однако доминирование в органах власти узкой олигархии нескольких семей вскоре вызвало недовольство других участников мятежа 1488 года, не получивших свою долю вознаграждения. Это привело в 1489 году к восстанию графа Леннокса, которое хотя и было подавлено королевскими войсками, повлекло за собой ликвидацию олигархического правления и привлечение на королевскую службу более широких слоев дворянства. К 1491 году, когда Яков IV полностью избавился от опеки, уже можно говорить о складывании новой системы королевской власти в стране, основанной на сильной, авторитарной власти короля с опорой на самые широкие слои дворянства.
Затем король начал последовательную политику подчинения гэльских регионов страны. В 1493 году последний лорд Островов под давлением короля отрекся от власти и уступил свои обширные владения на Гебридах короне. Яков IV предпринял несколько экспедиций на западное побережье страны: от гэльских вождей была получена присяга верности, заново были отстроены существующие и сооружены новые королевские крепости, наиболее беспокойные лидеры были казнены, на острова назначены шерифы и сборщики налогов, вожди кланов стали ответственными перед королём за преступления, совершенные членами их кланов.
В 1502 году король подписал мирное соглашение с Англией и в следующем году женился на дочери английского короля Генриха VII Маргарите Тюдор.
Но период относительного благополучия и процветания королевства продолжался недолго. В 1509 году скончался миролюбивый Генрих VII и на английский престол вступил его воинственный сын Генрих VIII. Англо-шотландские отношения осложнились тем фактом, что жена Якова IV Маргарита Тюдор стала наследницей престола Англии. Участились стычки между английскими и шотландскими моряками. В 1512 году был возобновлен союз Шотландии и Франции, причем каждая из сторон обязалась вступить в войну с Англией в случае её нападения на другую.

### Правление Якова V
Генрих VIII вступил вступил в Священную лигу против Франции, и в 1513 году английские войска высадились на французском побережье. В ответ Яков IV выслал свой флот на помощь Франции и объявил о мобилизации ополчения. 22 августа 1513 года шотландские войска пересекли английскую границу и захватили крепости Норхэм, Итал и Уарк. Навстречу шотландцам двинулись войска Томаса Говарда, графа Суррея. 9 сентября 1513 года в битве при Флоддене шотландская армия была полностью разбита, король Яков IV, его внебрачный сын архиепископ Александр и множество видных шотландских дворян погибли на поле боя.
Наследнику престола Якову V не исполнилось ещё и двух лет. Регентский совет при малолетнем короле первоначально возглавила королева Маргарита Тюдор, однако её проанглийские симпатии и новый брак с графом Ангусом вызвал недовольство шотландской знати. В результате регентство было передано в 1515 году Джону Стюарту, герцогу Олбани. Малолетний король переходил из рук в руки, фактически был пленником. В 1528 году Якову удалось бежать и стать самостоятельным королем.
Яков V на протяжении всего своего правления искал выгодную с финансовой и политической точки зрения невесту. В 1537 году он женился на Мадлен де Валуа, дочери короля Франции Франциска I, однако через несколько месяцев после свадьбы она скончалась. Новой женой короля в 1538 году стала Мария де Гиз, дочь Клода Лотарингского, герцога де Гиза.

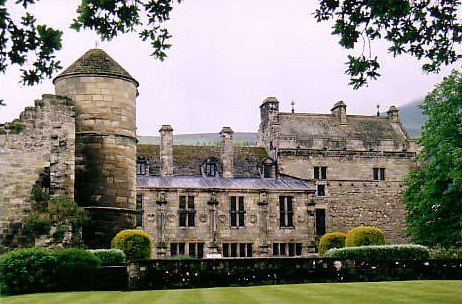
Фольклендский дворец, где умер Яков V.

Разрыв английского короля Генриха VIII с папой римским, жестокие преследования католиков в Англии и династический союз Якова V c Францией к концу 1530-х годов резко обострили англо-шотландские отношения. В сентябре 1541 года по предложению короля Англии была организована встреча королей обоих британских государств в Йорке. Однако Яков V, опасаясь своего пленения, отказался прибыть на переговоры, что вызвало бурный гнев Генриха VIII. Было объявлено о мобилизации английских вооруженных сил, в августе 1542 года английская армия вторглась на территорию Шотландии, но была разбита графом Хантли в битве при Хаддон-Риге. Яков V созвал шотландское ополчение, однако большинство шотландских дворян, недовольные внутренней политикой короля, отказались в нём участвовать. Обозленный король сместил Хантли с поста главнокомандующего и, собрав 20-тысячную армию, двинулся к английской границе. 24 ноября 1542 года небольшой шотландский отряд под командованием фаворита короля Оливера Синклэра был разбит при Соллуэй-Моссе. Потери шотландцев были незначительными, однако поражение вызвало массовое дезертирство и переход некоторых баронов на сторону англичан. Разочарованный и покинутый всеми король вернулся в свой Фолклендский дворец, где 14 декабря 1542 года и скончался.

Сын Якова V Джеймс умер во младенчестве и единственной наследницей престола оставалась новорожденная дочь Якова V Мария.

### Правление Марии Стюарт
Смерть Якова V привела к власти проанглийски настроенных шотландских дворян во главе с Арчибальдом Дугласом, графом Ангусом, группирующихся вокруг регента Шотландии в период несовершеннолетия королевы Марии Стюарт Джеймса Гамильтона, графа Аррана. В 1543 году был заключён Гринвичский договор с Англией, по которому между Англией и Шотландией устанавливался мир, который закреплялся династическим браком: юная королева Шотландии Мария Стюарт должна была выйти замуж за сына и наследника Генриха VIII Эдуарда, принца Уэльского, будущего короля Англии Эдуарда VI. Брак должен был быть заключен по доверенности до достижения Марией Стюарт десятилетнего возраста, после чего шотландская королева должна была отправиться к английскому королевскому двору. Последствием этого брачного союза могло стать объединение Шотландии и Англии в единое государство.
Договор был вскоре ратифицирован регентом Шотландии. Однако король Англии не спешил с ратификацией, упуская возможность прекращения многовековой борьбы с северным соседом. Более того, Генрих VIII потребовал немедленной отправки Марии Стюарт в Англию и разрыва традиционного франко-шотландского союза. Это вызвало переворот в Шотландии и приход к власти профранцузской партии кардинала Битона. 11 декабря 1543 года шотландский парламент денонсировал Гринвичский договор. Ответная реакция Англии привела к новому витку военных столкновений. В 1544—1545 годах английские войска неоднократно вторгались в Шотландию. Однако победа шотландцев в битве при Анкрум-Муре в 1545 году положила на время конец английским набегам.
В 1546 году группа радикальных шотландских протестантов убила кардинала Битона и захватила Сент-Эндрюсский замок. Шотландское правительство обратилось за помощью к Франции. Французские войска прибыли в Шотландию в начале 1547 года и выбили мятежников из Сент-Эндрюса. В ответ английская армия вновь перешла границу и наголову разгромила шотландцев в битве при Пинки в сентябре 1547 года. После сражения англичане довольно быстро захватили основные шотландские крепости в Лотиане и на берегах Ферт-оф-Тея, таким образом подчинив значительную часть королевства.
В 1548 году юная шотландская королева Мария Стюарт выехала во Францию, где она должна была выйти замуж за наследника французского престола Франциска. В Шотландии осталась с правами регента королева-мать Мария де Гиз.
В 1547—1550 годах шотландцы несколько раз пытались вернуть захваченный англичанами замок Броти, взяв его в результате штурма лишь в феврале 1550 года. Тогда же была отбита захваченная англичанами крепость Хаддингтон. Английский гарнизон удерживал крепость до 1550 года, выдержав осаду в 1548 году, пока не покинул её из-за распространившихся болезней и проблем с поставками провианта. Таким образом, английские войска были вытеснены с шотландской территории лишь к концу 1550 года во многом благодаря прибывшим из Франции подкреплениям.
В 1557 году представители шотландского дворянства, которым не нравилось влияние Франции на Шотландию, заключили в Эдинбурге союз, целью которого было распространение Реформации в стране. После заключения этого союза в 1559 году вернулся в Шотландию из изгнания кальвинистский проповедник Джон Нокс. 11 мая 1559 года проповедь Джона Нокса в церкви святого Иоанна в Перте против католического идолопоклонства и незаконности правления регента Шотландии Марии де Гиз вызвала восстание горожан, которое быстро перекинулось на другие области Шотландии. По инициативе Нокса восставшие обратились за военной помощью к Англии, в результате чего в страну были введены английские войска, а реформаторы получили финансовую поддержку от английской королевы Елизаветы I.
Переход на сторону восставших ведущих аристократов и большинства городов Шотландии, а также смерть в июне 1560 года Марии де Гиз обеспечил победу революции. В 1560 году был созван Шотландский парламент, во главе которого стал Нокс. Католицизм был объявлен вне закона в Шотландии. Ноксом и ещё пятью Джонами менее чем за неделю был выработан документ, названный «Шотландским исповеданием веры», который был кальвинистским по сути. Система управления церкви включала пресвитерии, синоды и национальную ассамблею.
Франция, в которой также надвигалась угроза религиозных войн, была вынуждена пойти на примирение с Англией. В соответствии с условиями подписанного в пригороде Эдинбурга 6 июля 1560 года мирного договора английские и французские войска покидали территорию Шотландии. Шотландская королева Мария Стюарт должна была отказаться от претензий на английский престол и признать королевой Англии Елизавету I. Франция и Англия обязались не вмешиваться во внутренние дела Шотландии. Договор фактически закрепил победу в Шотландии протестантства и курса на сближение с Англией.
Однако в 1561 году в Шотландию после смерти мужа вернулась Мария Стюарт, ревностная католичка. Весь период её правления явился временем противостоянием между католической королевой и протестантским парламентом. В 1567 году парламент вынудил королеву отречься от престола в пользу малолетнего сына.
Регентом Шотландии при малолетнем короле Якове, сыне Марии Стюарт и её второго мужа лорда Дарнли, убитого в 1567 году, был назначен Джеймс Стюарт, граф Морей, единокровный брат свергнутой королевы и лидер протестантской партии. Основой его политики стало дальнейшее сближение с Англией и углубление протестантских реформ. Однако бегство в 1568 году Марии Стюарт из заключения в Лохлевенском замке вызвало раскол в обществе: многие представители крупной аристократии (герцог де Шателеро, графы Хантли и Аргайл) перешли на сторону королевы и выступили против регента. В битве при Лангсайде 13 мая 1568 года Мария Стюарт и её сторонники были разбиты, королева бежала в Англию. По инициативе Елизаветы I началось расследование обстоятельств убийства Дарнли и свержения королевы, закончившееся победой регента. Однако его триумф не был долог: 23 января 1570 года регент был убит одним из приверженцев Марии.

### Правление Якова VI
Смерть Морея послужила толчком к гражданской войне (1570—1573) между «партией короля», представляемой правительством и радикальными протестантами, и «партией королевы», в которую входила значительная часть крупной аристократии консервативного толка. Эдинбург, западная и северо-восточная части страны перешли под контроль сторонников Марии Стюарт. Положение осложнялось частой сменой регентов при малолетнем короле: Мэтью Стюарт, граф Леннокс (1570—1571), Джон Эрскин, граф Мар (1571—1572), Джеймс Дуглас, граф Мортон (с 1572 года). Лишь вмешательство английской королевы и поддержка правительства городами и мелким дворянством обеспечила в 1573 году победу «партии короля». Гражданская война окончилась взятием Эдинбурга 28 мая 1573 года, сторонники Марии Стюарт признали короля Якова VI.
Власть регента Мортона была подорвана в 1578 году, когда графы Атолл и Аргайл захватили короля и объявили об окончании регентства. Мортону вскоре удалось вернуть свою власть, однако события 1578 года стали лишь первым этапом в целой серии государственных переворотов и контр-переворотов, которые сотрясали Шотландию в конце 1570-х — 1580-х годах.
В это время в стране оформились две основные противоборствующие политические силы: радикальные протестанты во главе с графом Ангусом и Уильямом Рутвеном, требующие реформирования церкви в соответствии с принципами пресвитерианства и заключения тесного союза с Англией; и консервативная (или католическая) партия во главе с графом Хантли, придерживающаяся умеренных взглядов в церковной политике, готовая на примирение с католиками и ориентирующаяся на Францию и Испанию. Первые опирались на мелкое духовенство и средние слои населения, среди которых новые пресвитерианские идеи Эндрю Мелвилла быстро завоевали широкое признание, а вторые представляли интересы крупной аристократии северных регионов страны и епископата. Молодость короля пока не позволяла ему встать над борьбой двух диаметрально противоположных политических сил и объединить страну.
В 1580 году регент Мортон был арестован по обвинению в соучастии в убийстве лорда Дарнли и в следующем году казнён. У власти оказался фаворит молодого короля Эсме Стюарт, герцог Леннокс. Политика Леннокса была близка консерваторам: в Шотландию прибыли иезуиты, началось сближение с континентальными державами, был создан пышный королевский двор по французскому образцу. Однако шотландское духовенство отказалось сотрудничать с новым правительством. В августе 1582 года произошёл новый государственный переворот: король был захвачен Уильямом Рутвеном, к власти пришли радикальные протестанты. Их правление оказалось также недолговечным: в июне 1583 года Яков VI бежал из-под власти Рутвена и с помощью северных баронов сверг режим ультра-протестантов.
Во главе правительства встал Джеймс Стюарт, граф Арран, который олицетворял умеренно-консервативную реакцию. В 1584 году был подавлен очередной мятеж радикальных протестантов и утверждены «Чёрные акты», осуждающие пресвитерианские преобразования в церкви. В результате страну покинули многие пресвитериане, в том числе и их главный идеолог Эндрю Мелвилл. Аррану удалось добиться согласия Англии на заключение военно-политического союза с Шотландией, однако невозможность достижения компромисса с пресвитерианами подрывала позиции режима внутри страны. В конце 1585 года в страну при английской поддержке вернулись эмигранты-протестанты во главе с графом Ангусом. Яков VI был вынужден сместить Аррана и сформировать новое правительство, в которое вошли представители ультра-протестантов.
К середине 1580-х годов усиливается влияние самого короля на политику страны. Яков VI начал все более и более регулярно участвовать в заседаниях государственного совета, концентрируя в своих руках рычаги управления. Падение Аррана в 1585 году и смерть Ангуса в 1588 году ослабили обе враждующие политические группировки и позволили королю начать осуществление собственной политики «Среднего пути». В королевский совет в 1585 году вошли как представители консерваторов, так и ряд пресвитериан. Король старался избегать в своей политике крайностей и сосредоточился на укреплении международного положения Шотландии и проведении умеренных протестантских реформ. Уже в 1583 году Яков VI объявил о своем желании объединить дворянство и стать действительно общенациональным монархом.
Переговоры с Англией были продолжены и завершились 5 июля 1586 года заключением договора о союзе и взаимопомощи в случае агрессии третьих стран, причём Елизавета I установила ежегодную субсидию шотландскому королю в размере 4000 фунтов стерлингов и фактически согласилась с правом наследования Яковом VI английского престола. Первой проверкой англо-шотландского союза на прочность стала казнь матери Якова Марии Стюарт 8 февраля 1587 года в Англии. Шотландский король выразил свою печаль и сожаление, однако не стал развязывать войну.
Второй проверкой стал поход «Великой Армады» в 1588 году Яков VI мобилизовал военные силы своей страны, подавил выступление католиков в поддержку Армады и был готов оказать военную помощь Англии в случае высадки испанского десанта. В 1589 году король сочетался браком с Анной Датской, дочерью Фредерика II, короля Дании и Норвегии.
Королева Англии Елизавета I не имела детей и до самого конца жизни отказывалась определиться с кандидатурой наследника. Шотландский король заручился поддержкой ведущих советников престарелой Елизаветы (Роберта Сесила и Чарльза Говарда), которые убедили королеву на смертном одре высказаться в пользу Якова как потомка Генриха VII, основателя династии Тюдоров.

## Шотландия в династической унии с Англией
После вступления на английский престол Яков сразу же уехал в Лондон и за двадцать два года своего дальнейшего правления только один раз побывал на родине.
Шотландия оставалась отдельным государством. С Англией у неё был общим лишь монарх (династическая уния).

### Шотландия при Карле I
В 1625 году новый король Англии и Шотландии Карл I издал «Акт о ревокации», согласно которому аннулировались все земельные пожалования королями Шотландии, начиная с 1540 года. Прежде всего это касалось бывших церковных земель, секуляризированных в период Реформации. Дворяне могли сохранить эти земли в своей собственности, но при условии денежной компенсации, которая шла на поддержку церкви. Этот указ затрагивал большую часть шотландского дворянства и вызвал массовое недовольство. Однако король отказался рассматривать петицию шотландцев против ревокации. В том же году парламент Шотландии под давлением короля санкционировал обложение налогом на четыре года вперед. Это вскоре привело к тому, что налогообложение земель и доходов в стране стало постоянным, а такая практика не соответствовала традиционным для Шотландии представлениям об источниках финансирования короля.
Практически с самого начала своего правления Карл I стал активно привлекать на высшие государственные должности епископов. Первым лицом королевской администрации Шотландии стал Джон Споттисвуд, архиепископ Сент-Эндрюсский, лорд-канцлер с 1635 года. Большинство в королевском совете перешло к епископам в ущерб шотландским аристократам, епископы также фактически стали определять состав Комитета статей и кандидатуры на должности мировых судей. Значительная часть представителей шотландского епископата того времени не пользовалась авторитетом у своей паствы и не имела связей с дворянством. Аристократия же, оттесненная от управления, не имела доступа к королю, двор которого практически постоянно находился в Лондоне.
Оппозиция, прежде всего дворянская, правлению Карла I возникла практически сразу после его вступления на престол. Пытаясь не допустить её усиления, король после 1626 года отказывался созывать парламент Шотландии и генеральную ассамблею шотландской церкви. Лишь в 1633 году, во время первого приезда короля в Шотландию, был созван парламент, который под давлением Карла I утвердил акт о супрематии короля в вопросах религии. Одновременно Карл I ввёл в шотландское богослужение ряд англиканских канонов и образовал новое епископство — Эдинбургское, во главе которого встал Уильям Форбс, ярый сторонник англиканских реформ. Это вызвало взрыв возмущения в Шотландии, однако Карл I вновь отказался рассматривать петицию шотландских дворян против церковных нововведений и манипулирования королём выборами в парламент. Один из авторов петиции, лорд Балмерино был в 1634 году арестован и приговорён к смерти по обвинению в измене.
Несмотря на рост оппозиции королевским реформам в сфере богослужения, Карл I продолжил политику сближения шотландского пресвитерианства с англиканством. В 1636 году за подписью короля были изданы реформированные каноны шотландской церкви, в которых отсутствовало упоминание о пресвитериях и приходских собраниях, а в 1637 году введена новая литургия, предусматривающая целый ряд англиканских элементов, культ святых, богатое церковное убранство. Эти реформы были восприняты в шотландском обществе как попытка реставрации католических обрядов и вызвали консолидацию всех сословий в оппозиции католицизму, епископату и авторитаризму короля.

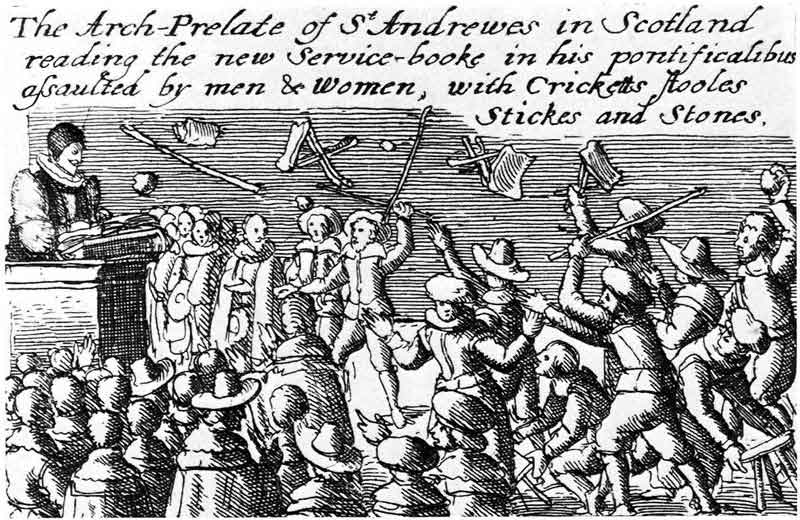
Восстание 1637 года в Эдинбурге

3 июля 1637 года попытка провести первое богослужение по новой литургии в Эдинбурге вызвало стихийное восстание горожан. Этот бунт был немедленно поддержан в разных частях Шотландии и вызвал поток петиций королю из различных графств и городов против реформы литургии. В ответ Карл I приказал удалить из Эдинбурга петиционеров. Лидеры дворянской оппозиции (Балмерино, Лаудон, Роутс) подали королю протест против епископата и реформы церкви и объявили о созыве собрания сословий Шотландии. Под давлением роста движения епископы были вынуждены покинуть шотландский королевский совет, более того, ряд его членов присоединились к оппозиции (граф Траквер, лорд Лорн).
28 февраля 1638 года в Эдинбурге представителями шотландской аристократии, дворянства, духовенства и городов был подписан Национальный ковенант — манифест оппозиции, осуждавший попытки реформирования пресвитерианской церкви и предусматривающий совместные действия шотландской нации для защиты религии. Ковенант также утвердил супрематию парламента в законодательной сфере, сохранив, однако, лояльность королю. Копии этого манифеста были разосланы в основные города и графства Шотландии и по всей стране подписание и клятвы верности Ковенанту приняли массовый характер. Шотландский народ сплотился вокруг Национального Ковенанта на защиту своей веры.
На переговоры с ковенантерами король направил маркиза Гамильтона и предложил приостановить действие новых канонов и литургии. Однако это уже не могло удовлетворить шотландцев, требующих теперь полной ликвидации епископата. Провал миссии Гамильтона заставил Карла I расширить свои уступки: 10 сентября 1638 года было отменено действие «Пяти статей», всех новаций в богослужении и подтверждено «Негативное исповедание» Якова VI. Король также согласился на созыв генеральной ассамблеи шотландской церкви в Глазго. На выборах ковенантеры одержали полную победу. В результате ассамблея, отменив все церковные реформы короля, приняла решение об упразднении епископата. Это означало разрыв с королём и начало войн между Карлом I и его шотландскими подданными, вошедших в историю под названием «Епископские войны». Они в 1640 году закончились победой защитников шотландской церкви.

### Гражданская война
Вооружённая борьба Карла I с английским парламентом, начавшаяся в 1642 году, распространилась и на Шотландию. Заключение 1 мая 1650 года Бредского договора между изгнанным королём Англии и Шотландии Карлом II и шотландским правительством ковенантеров создало угрозу для правления Оливера Кромвеля в Англии. 23 мая Карл II присягнул на верность Ковенанту, высадился в Шотландии и начал формировать армию для новой попытки реставрации королевской власти. Кромвель немедленно вернулся из Ирландии, которую он только что покорил, и лично возглавил английские войска, направленные для подчинения Шотландии. Победа англичан в битве при Данбаре 3 сентября 1650 года позволила Кромвелю перейти к систематическому завоеванию Шотландии. Однако сопротивление шотландцев не было сломлено. Лишь разгром армии короля Карла II в битве при Вустере 3 сентября 1651 года привёл к оккупации всей территории Шотландии английскими войсками.

### Реставрация Стюартов
В 1654 году после установления в Англии диктатуры Оливера Кромвеля последним был издан ордонанс о полном государственном слиянии Англии и Шотландии, однако со вступлением на престол в 1660 году Карла II Стюарта суверенитет Шотландии был восстановлен.

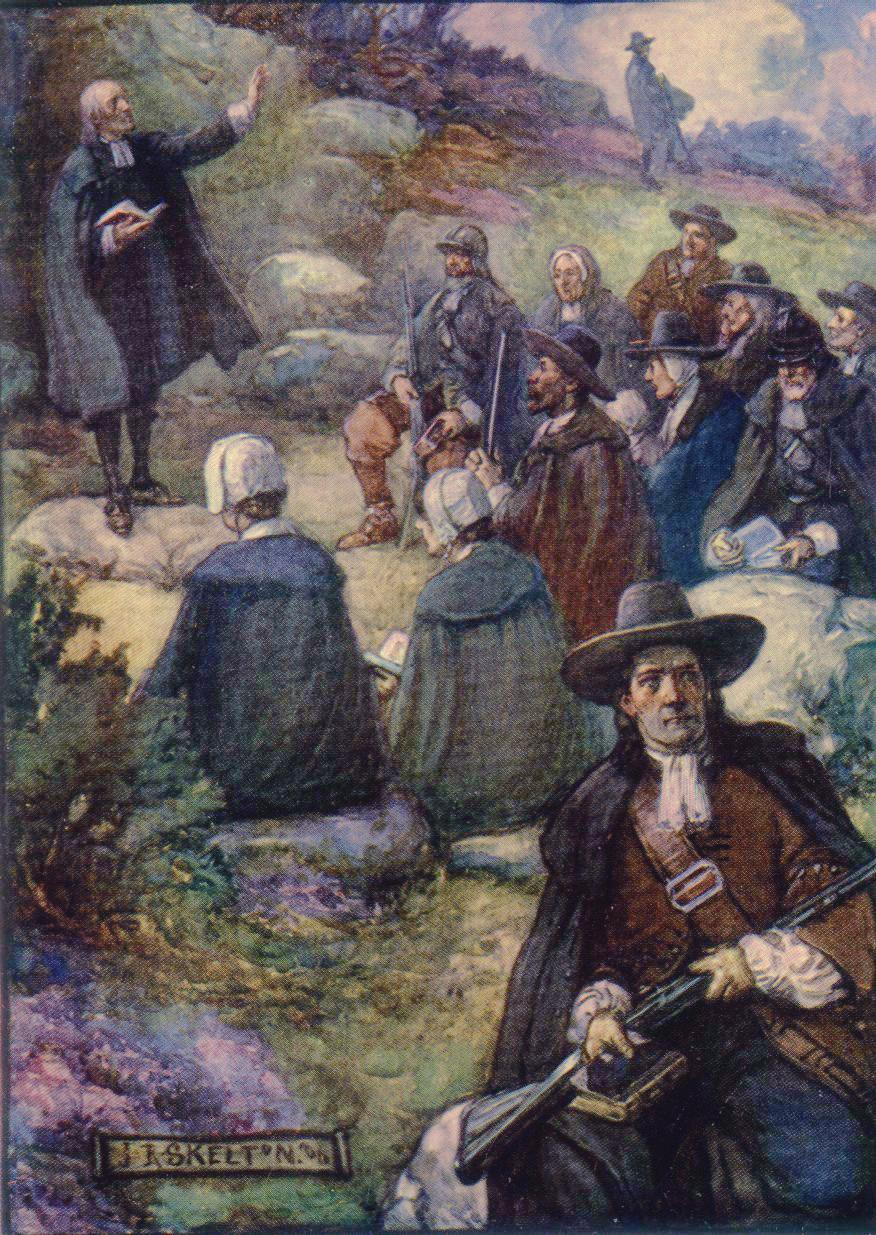
Тайное собрание ковенантеров

В Эдинбурге был созван шотландский парламент (так называемый «пьяный парламент», который в своих реакционных стремлениях превзошел даже английских кавалеров) и он «Актом об отмене» уничтожил все мероприятия предшествующих шотландских парламентов эпохи республики. Ковенант был отменен, генеральные собрания церкви отменены, епископы восстановлены и получили свое место в парламенте. Маркиз Аргайль и длинный ряд других лиц, противившихся этим мероприятиям, были казнены. Статс-секретарем по делам Шотландии Карл II назначил своего любимца, графа, впоследствии герцога Лодердейла, сохранившего свою власть над Шотландией и после образования министерства Кабаль. В 1670 году был проведен через шотландский парламент акт, назначавший смертную казнь за публичную проповедь или молитву без специального разрешения. Для борьбы со своими противниками правительство вновь прибегало к натравливанию горных разбойников на мирных жителей долин. В 1679 году несколько ковенантеров убили архиепископа Шарпа, что послужило сигналом ко всеобщему восстанию ковенантеров или вигов, как их стали называть. Но повстанцы были разбиты Монмутом в сражении у Ботуэлльского моста, и восстание было подавлено.
22 июня 1680 года наиболее радикальные ковенантеры приняли Санкуарскую декларацию. Это движение возглавили Ричард Камерон и его сторонники стали известны как камеронианцы. Они призывали к активным действиям и к неповиновению гражданским и церковным властям. В ответ власти ужесточили репрессии, начались казни (позднее этот период получил название «Смертоносные времена»). Камерон был убит в июле 1680 года в стычке с правительственными войсками.

### Славная революция
В 1685 году умер Карл II и на престол вступил Яков II. Он отменил все законы против католиков, допустил в Шотландию иезуитов и назначал католиков на многие должности. Этим он возмутил против себя сторонников епископальной церкви не менее, чем ковенантеров; поэтому Славная революция 1688 года была встречена в Шотландии с восторгом. Повсеместно началось восстание: епископальные священники и сами епископы изгонялись из церквей и из своих домов, жилища их подвергались разрушению, сами они — смерти, если не успевали бежать. Шотландский парламент признал Вильгельма Оранского и его жену королём и королевой Шотландии. Вильгельм провозгласил, что он будет проявлять веротерпимость. Но в Шотландии, особенно в Хайлэндсе, оставалось много сторонников свергнутого Якова. Они получили название якобитов. Последовал ряд сражений между сторонниками Якова II и Вильгельма Оранского. Перевес оказался на стороне Вильгельма, и Яков вынужден был эмигрировать во Францию. Однако в Шотландии было несколько горных кланов, члены которых были на стороне Якова: их пришлось усмирить силой оружия и изменническим убийством в Гленко в 1692 году.
Конец XVII века был временем экономического кризиса в Шотландии. В ответ на кризисную ситуацию Парламент Шотландии принял решение о ряде антикризисных мер. В 1695 году был учреждён Банк Шотландии; далее, Закон об упорядочении школ (Act for the Settling of Schools) установил систему публичного образования по всей Шотландии; наконец, для торговли с Африкой и «обеими Индиями» была учреждена Шотландская компания заморской торговли, капитал которой собирался по публичной подписке. В попытках расширить территорию Шотландия и ранее посылала поселенцев в колонию Нью-Джерси, а также совершила безуспешную попытку основания колонии Стюарт-Таун (ныне территория штата Южная Каролина). Шотландская компания заморской торговли вскоре приняла участие в Дарьенском проекте, который оказался провальным и стал одной из причин финансового краха Шотландии.

### Возникновение Великобритании
Пока Шотландия оставалась отдельным государством, существовала вероятность восстановления там династии Стюартов. Шотландский парламент в 1703 году принял постановление, что после смерти английской королевы Анны, вступившей на престол в 1702 году, на шотландский трон должен взойти представитель династии Стюартов, обязательно протестант, и он не должен одновременно занимать английский трон, как было до этого. Английское протестантское правительство поначалу возмутилось, но поскольку Англия в это время находилась в состоянии войны с Францией, было принято решение не портить отношения с Шотландией. Проанглийский шотландский аристократ граф Аргайл был направлен в 1706 году в шотландский парламент с целью убедить его в необходимости объединения с Англией.
Представители шотландского парламента согласились обсуждать этот вопрос, но они настаивали на принципе федерализма, при котором сохранялся бы шотландский парламент. Тем не менее, в обмен на экономические льготы шотландские представители все же согласились на создание объединённого британского парламента и, после подписания межправительственного договора об Унии, шотландский и английский парламенты ратифицировали его в 1707 году принятием соответствующих «Актов об унии». В результате объединения парлементов, было образовано королевство Великобритания.

## Якобитские восстания
В Шотландии оставалось много сторонников свергнутой династии Стюартов. После восшествия на престол Георга I в Шотландии началось восстание: осенью 1715 года 10—15 тысяч вооружённых якобитов под командованием графа Мар проникли в Англию, но потерпели поражение при Престоне. В то же время Джеймс Фрэнсис Эдуард Стюарт (единственный сын Якова II и Марии Моденской, известный как «Старый Претендент») высадился в Шотландии, почти без свиты, и 27 января 1716 был коронован в Сконе, под именем Якова VIII, но скоро вынужден был бежать на континент.
Ещё менее успешным оказалось второе восстание 1719 года.
Во время последней попытки восстановления династии Стюартов на престоле (1745—1746) вождём восставших был уже не состарившийся Яков, а сын его Карл-Эдуард, известный также как Красавчик принц Чарли или Молодой Претендент. В июле 1745 года принц высадился в Эрискее, в Шотландии, поднял знамя отца и начал якобитское восстание. Претендента поддержали в основном представители горных кланов Шотландии. Быстро взяв без боя столицу Шотландии Эдинбург, Чарльз 21 сентября разбил при Престонпансе единственную правительственную армию, находившуюся в Шотландии, и двинулся на юг в Англию во главе армии из 6 тысяч человек. Заняв Карлайл и дойдя до Дербишира, принц по требованию советников повернул назад, в Шотландию, так как в Англии якобитское движение массовой поддержки не вызвало.

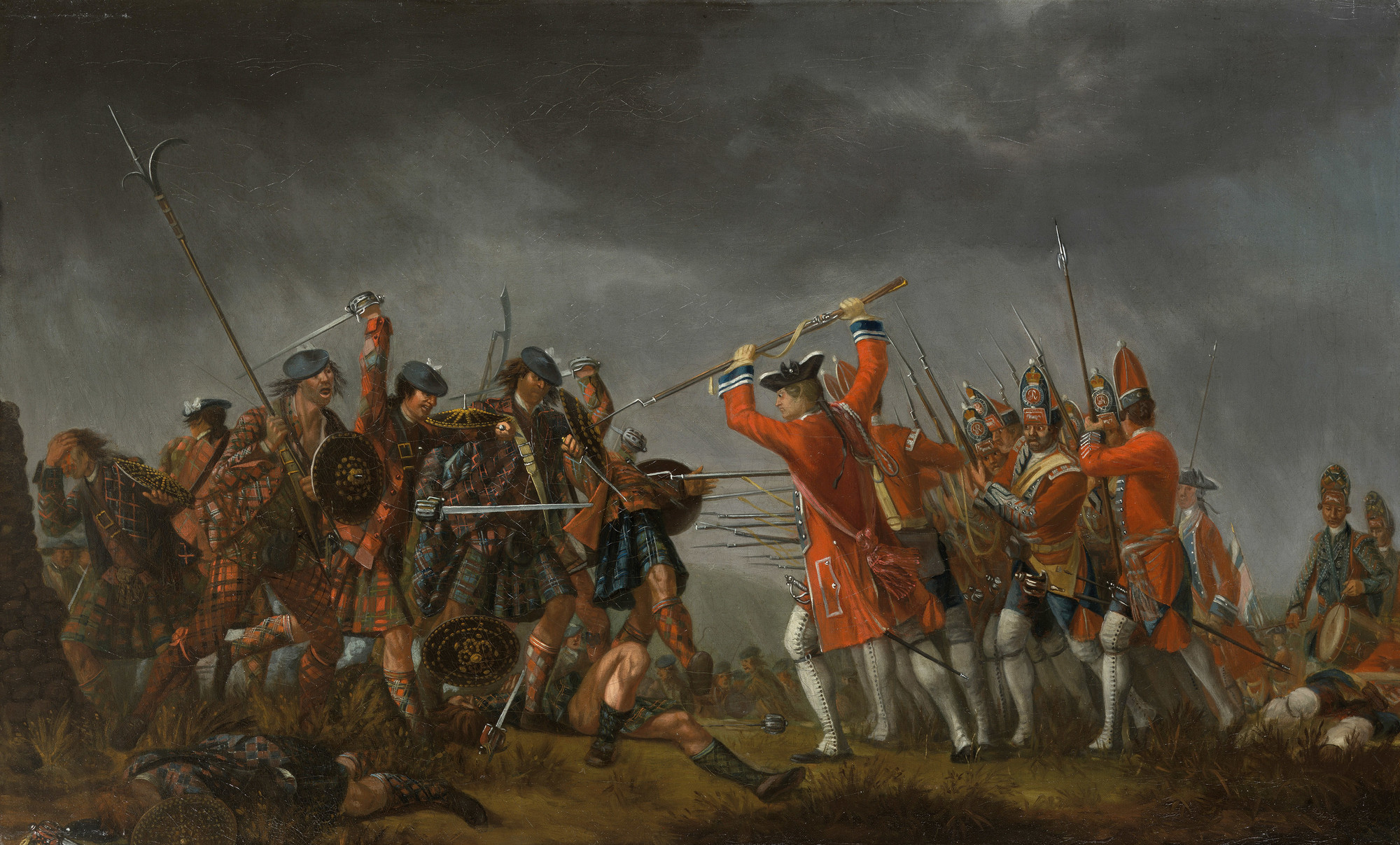
Сражение при Каллодене, 1746 год

Против него была отправлена английская армия во главе с сыном короля Вильямом Августом, герцогом Кумберлендским, которого Георг II отозвал с поля европейских сражений Войны за австрийское наследство. 16 апреля 1746 года армии встретились в сражении при Куллодене, в трёх милях к востоку от Инвернесса, в северной Шотландии. На открытой местности армия якобитов оказалась беззащитной перед мощным артиллерийским огнём Кумберленда и вскоре была рассеяна; советник принца лорд Джордж Мюррей сумел отвести остаток армии в боевой готовности в Рутвен, собираясь продолжать войну, но Карл, считая, что его предали, решил оставить восставших. Битва при Куллодене стала последним сражением на территории острова Великобритания.
Яков умер в Альбано в 1766 году и похоронен в римском Соборе Святого Петра, а Карл-Эдуард скончался в возрасте 67 лет 31 января 1788 года и похоронен там же. После Карла-Эдуарда, не оставившего законных детей, якобитским претендентом стал кардинал Стюарт (как «Генрих IX и I»). С его смертью в 1807 году род Стюартов пресёкся.
После последнего восстания вплоть до середины XIX века происходила депортация горцев Шотландии в результате огораживаний.
«Золотым веком шотландской культуры» считал восемнадцатый век историк Уильям Персихаус Делайл Уайтмен.

## Шотландия в XIX—XXI веках

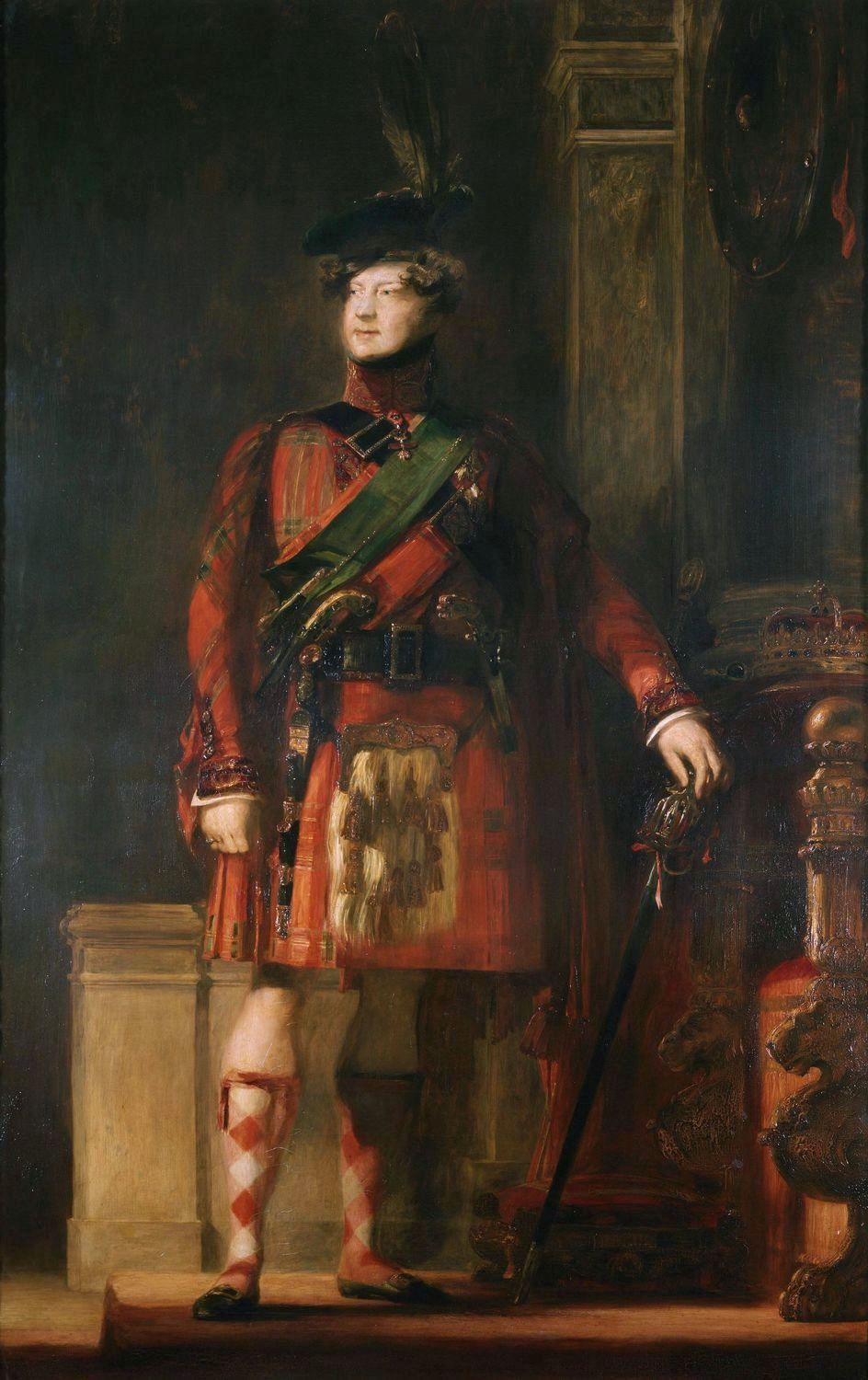
Приукрашенный портрет Георга IV кисти Дейвида Уилки, со светом, сглаживающим яркость килта и голыми коленями без розовых панталон

Визит короля Георга IV в Шотландию в 1822 году стал первым c 1650 года посещением Шотландии царствующим монархом. Его организатором был писатель Вальтер Скотт, он также был автором идеи одеть короля в килт, которая оказала большое влияние на восприятие тартанового килта как части шотландской национальной самобытности.
В годы промышленной революции XIX века положение Шотландии было двойственным. С одной стороны, после принятия «Акта об унии», Шотландского просвещения и промышленной революции страна стала мощным европейским коммерческим, научным и индустриальным центром.
Шотландия во многом занимает уникальное положение в Соединённом Королевстве, что связано с историей её объединения с Англией и участием в работе общегосударственного парламента при сохранении своей административной и судебной системы. Поскольку, правовые, административные и политические системы двух стран оставались отличными, то создавался надёжный базис сохранения национальных сил в Шотландии.
После Второй мировой войны Шотландия испытала резкий спад производства, но в последние десятилетия происходит культурное и экономическое возрождение страны за счёт развития сферы финансовых операций и производства электроники. Шотландия на протяжении длительного времени рассматривалась центральным правительством, как регион с низким промышленным потенциалом и замедленным развитием, что было связано с падением значения ряда старых отраслей, например угольной, текстильной отрасли, кораблестроения. Во многом это было обусловлено отсутствием государственного и частного кредитования основных производственных отраслей, что останавливало процесс инновации и оптимизации производства по сравнению с аналогами в Европе.
Большое значение для Шотландии в переориентации экономики сыграли иностранные инвестиции в основном североамериканских и японских компаний:163-164, а также доходов от добычи нефти и газа на шельфе Северного моря. В 1981 году было закончено строительство нефтяного терминала «Саллом-Во» где нефть и природный газ из месторождений Северного моря и Северной Атлантики загружается в танкеры для дальнейшей транспортировки.
5 января 1993 года у южного берега острова Мейнленд в архипелаге Шетландских островов потерпел крушение танкер MV Braer. Произошла утечка нефти объёмом 84 700 тонн. После крушения в морское право Великобритании были внесены изменения, учреждён стратегический флот из пяти больших морских буксиров.
В 1999 году были проведены выборы в Парламент Шотландии, учреждение которого было закреплено в «Акте о Шотландии» в 1998 году.
С начала 2000 года в Шотландии усиливается влияние национального движения за независимость. В 2007 году Национальная партия выиграла выборы в шотландский парламент.
18 сентября 2014 года прошёл референдум о независимости Шотландии. За независимость высказалось 44,7 % проголосовавших, против — 55,3 %. Явка составила 84,6 %
После выхода Великобритании из ЕС в 2020—21 годах, началась подготовка ко второму референдуму о восстановлении независимости, который не был проведен после решения Верховного суда Великобритании в октябре 2022 года.

### Русскоязычная литература
- Зверева Г. И. История Шотландии. — М.: Высшая школа, 1987. — 208 с. — (Библиотека историка).
- Мак-Кензи Агнес. Рождение Шотландии / Перевод, научная ред., вступит. статья С. В. Иванова. — СПб.: Евразия, 2003. — 336 с. — (Clio fundationis). — 1500 экз. — ISBN 5-8071-0120-0.
- Ньюарк Тим. Хайлендеры. История легендарных воинов-горцев Шотландии / Пер. с англ. Е. В. Селезневой. — СПб.: Евразия; М.: ИД «Клио», 2018. — 382 с. — 1000 экз. — ISBN 978-5-91852-072-7.
- Титлер Патрик Фрейзер. История Шотландии. От пиктов до Брюсов / Пер. с англ. Е. А. Стюарт. — СПб.: Евразия, 2016. — 610 с. — 300 экз. — ISBN 978-5-91852-160-1.
- Федосов Д. Г. Рождённая в битвах. Шотландия до конца XIV века. — 2-е изд., испр. и доп. — СПб.: Евразия; М.: ИД «Клио». — 384 с. — 1000 экз. — ISBN 978-5-91852-081-9.
- Хендерсон Изабель. Пикты. Таинственные воины древней Шотландии / Пер. с англ. Н. Ю. Чехонадской. — М.: ЗАО «Центрполиграф», 2004. — 224 с.: ил. — (Загадки древних цивилизаций). — 7000 экз. — ISBN 5-9524-1275-0.

### Англоязычная литература
- Bambery, Chris. A people's history of Scotland. — London; New York: Verso, 2014. — 192 p. — ISBN 978-1-78-168284-5.
- Brown, Peter Hume. History of Scotland, Vol. I. — Cambridge: Verso, 1899. — 464 p.
- Brown, Peter Hume. History of Scotland, Vol. II. — Cambridge: Verso, 1902. — 502 p.
- Brown, Peter Hume. History of Scotland, Vol. III. — Cambridge: Verso, 1911. — 528 p.
- Burton, John Hill. The history of Scotland: from Agricola's invasion to the extinction of the last Jacobite insurrection, Vol. I. — Edinburgh&London: W. Blackwood and Sons, 1876. — 472 p.
- Burton, John Hill. The history of Scotland: from Agricola's invasion to the extinction of the last Jacobite insurrection, Vol. II. — Edinburgh&London: W. Blackwood and Sons, 1873. — 460 p.
- Burton, John Hill. The history of Scotland: from Agricola's invasion to the extinction of the last Jacobite insurrection, Vol. III. — Edinburgh&London: W. Blackwood and Sons, 1873. — 476 p.
- Dickinson, William Croft. A new history of Scotland, Vol. I. — London, New York: Thomas Nelson, 1962. — 430 p.
- Dickinson, William Croft. A new history of Scotland, Vol. II. — London, New York: Thomas Nelson, 1962. — 378 p.
- Lang, Andrew. A history of Scotland from the Roman occupation, Vol. I. — New York: Harper & Brothers, 1900. — 566 p.
- Pittock, Murray. A people's history of Scotland. — Sutton Publishing, 2003. — 356 p. — ISBN 0-7509-2786-0.
- Ross, David. A new history of Scotland. — New Lanark, Scotland: Geddes & Grosset, 2002. — 192 p. — ISBN 9781842051450.
- Scott, Walter. The history of Scotland, Vol. I. — New York: Harper & Brothers, 1841. — 336 p.
- McGuigan N. Máel Coluim III ‘Canmore’: An Eleventh-Century Scottish King. — Edinburg: John Donald Birlinn Ltd, 2021. — ISBN 978-1-910900-19-2.
- Moncreiffe I. The Highland Clans: The Dynastic Origins, Chiefs, and Background of the Clans and of Some Other Families Connected with Highland History. — Barrie & Jenkins, 1982.
- Archibald M. Dance If Ye Can: A Dictionary of Scottish Battles. — CreateSpace Independent Publishing Platform, 2016. — ISBN 978-1-53682-179-6.
- Cannon J., Hargreaves A. Duncan I // The Kings and Queens of Britain. — 2 ed.. — Oxford University Press, 2009. — ISBN 9-7-8019955-922-0.
- Anderson A. O. Early Sources of Scottish History A.D. 500 to 1286. — Edinburgh: Oliver and Boyd, 1922. — Vol. I. — 604 p.
- Duncan A. A. M. The Kingship of the Scots 842–1292: Succession and Independence. — Edinburgh: Edinburgh University Press, 2002. — ISBN 0-7486-1626-8.
- Oram R. David I: The King Who Made Scotland. — Stroud: Tempus, 2004. — ISBN 0-7524-2825-X.